# Llista de videojocs de Game Boy Color
Aquest article és la llista de jocs pel sistema de videojocs portàtil de Game Boy Color, organitzats alfabèticament per nom:
*Videojoc jugable només en color i no pas amb monocrom.

## 0-9
- 10 Pin Bowling
- 1942
- 3D Ultra Thrillride Pinball
- 720° (Skate) - RU: DMG-AA7P-EUR

## A
- Action Man: Search For Base X
- Airforce Delta
- Alfred's Adventure
- Aliens: Thanatos Encounter
- All-Star Baseball 2000* - RU: CGB-AATP-EUR
- All-Star Baseball 2001* - EUA: CGB-BASE-USA
- Alone in the Dark: The New Nightmare - Alemanya?: CGB-BIDP-NOE
- Animorphs*
- Antz Racing
- Armada FX Racers
- Armorines: Project Swarm
- Army Men
- Army Men: Air Combat
- Army Men: Portal Runner
- Army Men: Sarge's Heroes 2
- Arthur's Absolutely Fun Day
- Austin Powers: Oh Behave*
- Austin Powers: Welcome to my Underground Lair*

## B
- Barbie Kelly Club
- Barbie Magic Genie
- Barbie Ocean Discovery
- Barbie Pet Rescue
- Batman Beyond: Return of the Joker*
- Batman: Chaos in Gotham City*
- Battletanx
- Billy Bob's Huntin' and Fishing
- Bionic Commando: Elite Forces*
- Blade
- Blaster Master: Enemy Below
- Blue's Clues Alphabet Book
- Bob the Builder
- Bomberman Max: Blue Champion
- Bomberman Max: Red Chamion
- Buffy the Vampire Slayer
- Bugs Bunny Crazy Castle 3
- Bugs Bunny Crazy Castle 4
- Bust A Move Millennium
- Buzz Lightyear of Star Command

## C
- Caesar's Palace 2
- Cannon Fodder
- Carmageddon: Carpalypse Now
- Casper the Friendly Ghost
- Catwoman*
- Catz
- Championship Motocross 2 featuring Ricky Carmichael
- Chicken Run
- Commander Keen
- Conker's Pocket Tales
- Croc
- Croc 2*
- Cruis'n Exotica
- Crystalis*
- Cubix: Robots for Everyone Race n' Robots
- Cybertiger*

## D
- Dave Mirra Freestyle BMX
- Deer Hunter
- Dexter's Laboratory: Robot Rampage*
- Disney/Pixar Monsters, Inc*
- Disney/Pixar Toy Story 2
- Disney's Atlantis: The Lost Empire
- Disney's Tarzan
- Disney's The Emperor's New Groove
- Disney's 102 Dalmatians
- Disneys Alice in Wonderland
- Disney's Aladdin
- Disneys Dinosaur
- Disney's The Jungle Book
- Disney's Toy Story Racer
- Diva Starz: Mall Mania
- Dogz
- Donkey Kong Country (ported from SNES)*
- Donald Duck: Goin' Quackers
- Doug's Big Game*
- Dracula: Crazy Vampire
- Dragon Ball Z: Legendary Super Warriors
- Dragon Tales Adventure
- Dragon Tales: Dragon Wings
- Dragon Warrior I & II
- Dragon Warrior III*
- Dragon Warrior Monsters
- Dragon Warrior Monsters II: Cobi's Journey
- Dragon Warrior Monsters II: Tara's Adventure
- Dragon's Lair
- Driver: You are the Wheelman
- Duke Nukem*
- The Dukes of Hazzard

## E
- Earthworm Jim: Menace 2 the Galaxy
- ECW Hardcore Revolution
- Elmo in Grouchland
- ESPN International Track & Field
- ESPN National Hockey Night
- ET and the Cosmic Garden
- ET Digital Companion
- ET Escape From Planet Earth

## F
- F-1 2000
- F-18 Thunder Strike
- Fisher Price Rescue Heroes Fire Frenzy
- The Flintstones Starring in Burgertime in Bedrock
- Force 21
- Formula One 2000
- Frogger
- Frogger 2: Swampy's Revenge*

## G
- Galaga
- Galaxian
- Game & Watch Gallery 2
- Game & Watch Gallery 3
- Gex: Enter the Gecko
- Gex: Deep Cover Gecko*
- Ghosts 'n Goblins
- Gladiator
- Gobs of Games
- Godzilla: The Series-Monster Wars
- Gold and Glory: The Road to El Dorado
- Grand Theft Auto - RU: DMG-AOAP-EUR
- Grand Theft Auto 2*
- The Grinch*

## H
- Hamtaro: Ham-Hams Unite!*
- Harley Davidson: Race Across America
- Harry Potter and the Chamber of Secrets*
- Harry Potter and the Sorcerer's Stone
- Harvest Moon 2 - RU: DMG-BM2P-EUR-1
- Harvest Moon 3
- Hercules
- Heroes of Might and Magic
- Heroes of Might and Magic 2
- Hexcite*
- Hot Wheels Stunt Track Driver
- Hoyle Card Games
- Hoyle Casino

## I
- Indiana Jones and the Infernal Machine*
- Inspector Gadget*

## J
- Jeff Gordon Team XS Racing
- Jeremy McGrath's Supercross 2000
- Jim Henson's Muppets*
- Jumpstart Dino Adventure Field Trip

## K
- Ken Griffey Jr's Slugfest
- Kirby Tilt 'n' Tumble*
- Klax
- Knockout Kings

## L
- The Land Before Time
- The Legend of Zelda: Link's Awakening DX - RU: DMG-AZLP-EUR
- The Legend of Zelda: Oracle of Ages* - RU: CGB-AZ8P-EUR
- The Legend of Zelda: Oracle of Seasons* - RU: CGB-AZ7P-EUR
- Lego Alpha Team
- Lego Island 2: The Brickster's Revenge
- Lego Racers
- Lego Stunt Rally
- Lemmings
- Lil' Monsters
- The Lion King 2
- The Little Mermaid 2: Pinball Frenzy
- Little Nicky*
- Logical
- Looney Tunes
- Looney Tunes Collector: Alert!
- Looney Tunes Racing*
- Lucky Luke
- Lufia: The Legend Returns

## M
- M & M's Minis Madness
- Madden NFL 2001
- Madden NFL 2002
- Magical Drop
- Magical Tetris Challenge*
- Magi-Nation*
- Marble Madness
- Mario Golf* - UK: CGB-AWXP-EUR
- Mario Tennis*
- Marvin Strikes Back
- Mary Kate and Ashley Crush Course
- Mary Kate and Ashley Winner's Circle
- Mask of Zorro*
- Mat Hoffman BMX Pro Racer
- Matchbox Emergency Patrol
- Mega Man Xtreme
- Mega Man Xtreme 2*
- Men in Black 2*
- Metal Gear: Ghost Babel (El Metal Gear Solid és als EUA i Europa)* - RU: CGB-BMSP-EUR
- Metal Walker
- Mia Hamm Soccer Shootout
- Mickey's Racing Adventure
- Mickey's Speedway USA
- Micro Machines 1&2 Twin Turbo
- Micro Machines V3
- Microsoft Entertainment Pak
- Microsoft Pinball
- Microsoft Puzzle Collection
- Millennium Winter Sports
- Missile Command
- Mission Impossible
- Monster Rancher Explorer
- Mortal Kombat 4
- Motocross Maniacs 2
- Mr. Driller
- Mr. Nutz
- MTV Sports: BMX
- MTV Sports: Pure Ride
- MTV Sports: Skateboarding
- The Mummy*
- The Mummy Returns

## N
- NASCAR 2000
- NASCAR Challenge
- NASCAR Heat
- NASCAR Racers
- NBA Showtime
- NBA Hoopz
- NBA Jam 2001
- NFL Blitz 2000
- NFL Blitz 2001
- NHL Blades of Steel 2000
- NHL Blades of Steel 99
- Nicktoons Racing
- NSYNC: Get to the Show

## O
- Oddworld Adventures II
- O'Leary Manager 2000* - Escandinàvia?: CGB-BUIP-SCN

## P
- Paperboy*
- Perfect Dark*
- Pitfall: Beyond the Jungle
- Playmobil Laura
- Pocket GT Racer
- Pocket Soccer
- Pokémon Card GB2
- Pokémon Crystal*
- Pokémon Blue: Water Edition
- Pokémon Gold
- Pokémon Pinball
- Pokémon Puzzle Challenge*
- Pokémon Red: Fire Edition
- Pokémon Silver
- Pokémon Trading Card
- Pokémon Yellow
- Polaris Snocross
- Pong*
- Power Quest
- Power Rangers Time Force
- Power Rangers Lightspeed Rescue
- Power Spike Pro Beach Volleyball
- Powerpuff Girls: Bad Mojo Jojo*
- Powerpuff Girls: Battle Him*
- Powerpuff Girls: Paint the Townsville Green*
- Project S-11
- Pro Darts
- Pro Pool
- Puzzled

## Q
- Q*Bert*
- Quest for Camelot

## R
- R-Type DX
- Rainbow Six*
- Rampage: World Tour
- Rampage 2: Universal Tour*
- Rampart (videojoc d'arcade)
- Rayman
- Rayman 2
- Razor Freestyle Scooter
- Ready 2 Rumble
- Resident Evil Gaiden*
- Return of the Ninja*
- Rhino Rumble*
- Riviera: The promised land
- Road Rash
- RoboCop
- Rocket Power: Gettin Air
- Rocky Mountain Trophy Hunter
- Roswell
- Rugrats in Paris: The Movie
- Rugrats: Totally Angelica
- Rush 2049

## S
- Sabrina the Animated Series: Spooked!
- Sabrina the Animated Series: Zapped
- Scooby Doo: Classic Creep Capers
- Sesame Street Sports
- Sgt Rock: On the Frontline
- Shantae
- Shaun Palmer's Pro Snowboarding
- Shrek: Fairytale Freakdown
- The Simpsons: Treehouse of Horror* - RU: CGB-BNOP-EUR
- Smurfs Nightmare
- Snoopy Tennis
- Snow White and the Seven Dwarves
- Space Marauder
- Space Station Silicon Valley
- Spawn*
- Spider-Man
- Spider-Man 2: The Sinister Six
- SpongeBob SquarePants: The Legend of the Lost Spatula
- Spy vs. Spy*
- Star Wars Episode One: Obi Wan's Adventures
- Star Wars: Episode One Racer*
- Star Wars: Yoda Stories
- Street Fighter Alpha*
- Stuart Little
- Super Breakout
- Super Mario Bros. Deluxe* - RU: CGB-AHYP-EUR
- Survival Kids

## T
- Teck Deck Skateboarding
- Test Drive Cycles
- Test Drive Le Mans
- Tetris DX
- Tiny Toon Adventures: Buster Saves the Day
- Tiny Toon Adventures: Dizzy's Candy Quest
- TOCA; Touring Car Championship* - RU: CGB-BTCP-EUR
- Toki Tori
- Tom and Jerry in Mouse Attacks
- Tomb Raider*
- Tomb Raider: Curse of the Sword*
- Tom and Jerry: Mouse Hunt
- Tonka Construction Site
- Tonka Raceway
- Tony Hawk's Pro Skater*
- Tony Hawk's Pro Skater 2*
- Tony Hawk's Pro Skater 3*
- Toobin'
- Toonsylvania
- Top Gear Pocket
- Towers: Lord Baniff's Deceit
- Trick Boarder
- Trouballs
- Turok 3: Shadow of Oblivion
- Turok: Rage Wars*
- Tweety's High Flying Adventure

## U
- Ultimate Fighting Championship
- Ultimate Paintball
- UNO

## V
- Vegas Games
- Vigilante 8
- VIP
- V-Rally - RU: CGB-AVYP-UKV
- V-Rally '99*

## W
- Wacky Races
- Walt Disney World Quest: Magical Racing Tour
- Wario Land II
- Wario Land 3*
- Warlocked
- Warriors of Might and Magic
- WCW Mayhem
- Wendy: Every Witch Way
- Who Wants To Be A Millionaire: 2
- Wild Thornberry's Rambler
- Winnie the Pooh
- Woody Woodpecker
- Woody Woodpecker Racing
- World Destruction League: Thunder Tanks
- The World Is Not Enough*
- Worms: Armageddon*
- WWF: Attitude
- WWF: Betrayal*
- WWF: WrestleMania 2000*

## X
- X-Men: Mutant Academy*
- X-Men: Mutant Wars
- X-Men: Wolverine's Rage
- X-Treme Sports
- X-Treme Wheels
- Xena: Warrior Princess
- World Cup

## Y
- Yogi Bear: Great Balloon Blast
- Yu-Gi-Oh! Dark Duel Stories*

## Z
- Zebco Fishing
- Zoboomafoo: Playtime in Zobooland

## Cancel·lats
- Rhino Rumble Puzzle